# Smilasterias
Genre
Smilasterias est un genre d'étoiles de mer (Asteroidea) de la famille des Stichasteridae.

## Liste des genres
Selon World Register of Marine Species (24 octobre 2020) :
- Smilasterias actinata McKnight, 2006 -- Nouvelle-Zélande
- Smilasterias clarkailsa O'Loughlin & O'Hara, 1990 -- Pacifique sud
- Smilasterias irregularis H.L. Clark, 1928 -- Australie du sud-est
- Smilasterias multipara O'Loughlin & O'Hara, 1990 -- Australie du sud-est
- Smilasterias scalprifera (Sladen, 1889) -- Antarctique indo-pacifique
- Smilasterias tasmaniae O'Loughlin & O'Hara, 1990 -- Tasmanie
- Smilasterias triremis (Sladen, 1889) -- Antarctique indo-atlantique

## Galerie

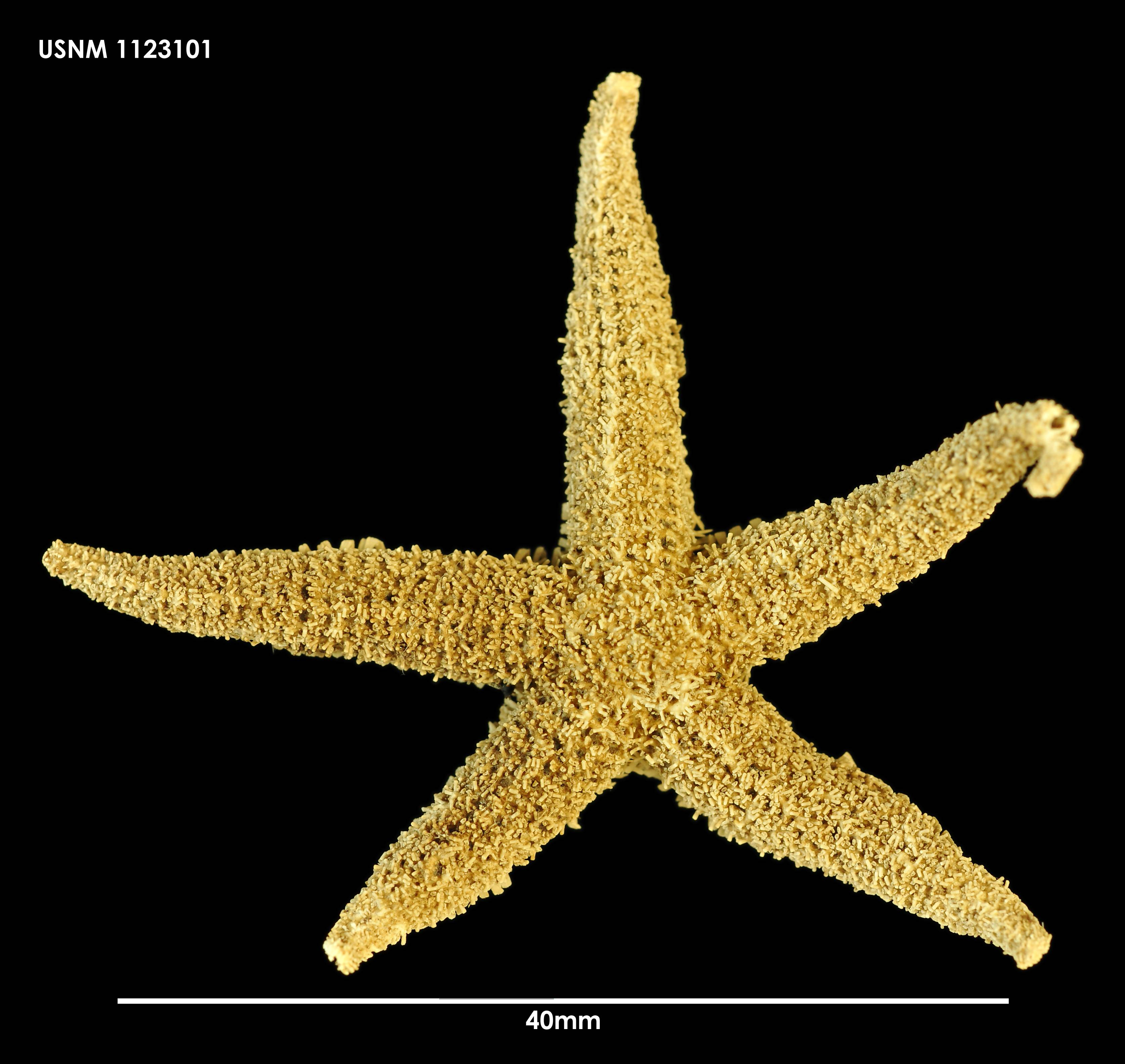
Smilasterias clarkailsa.
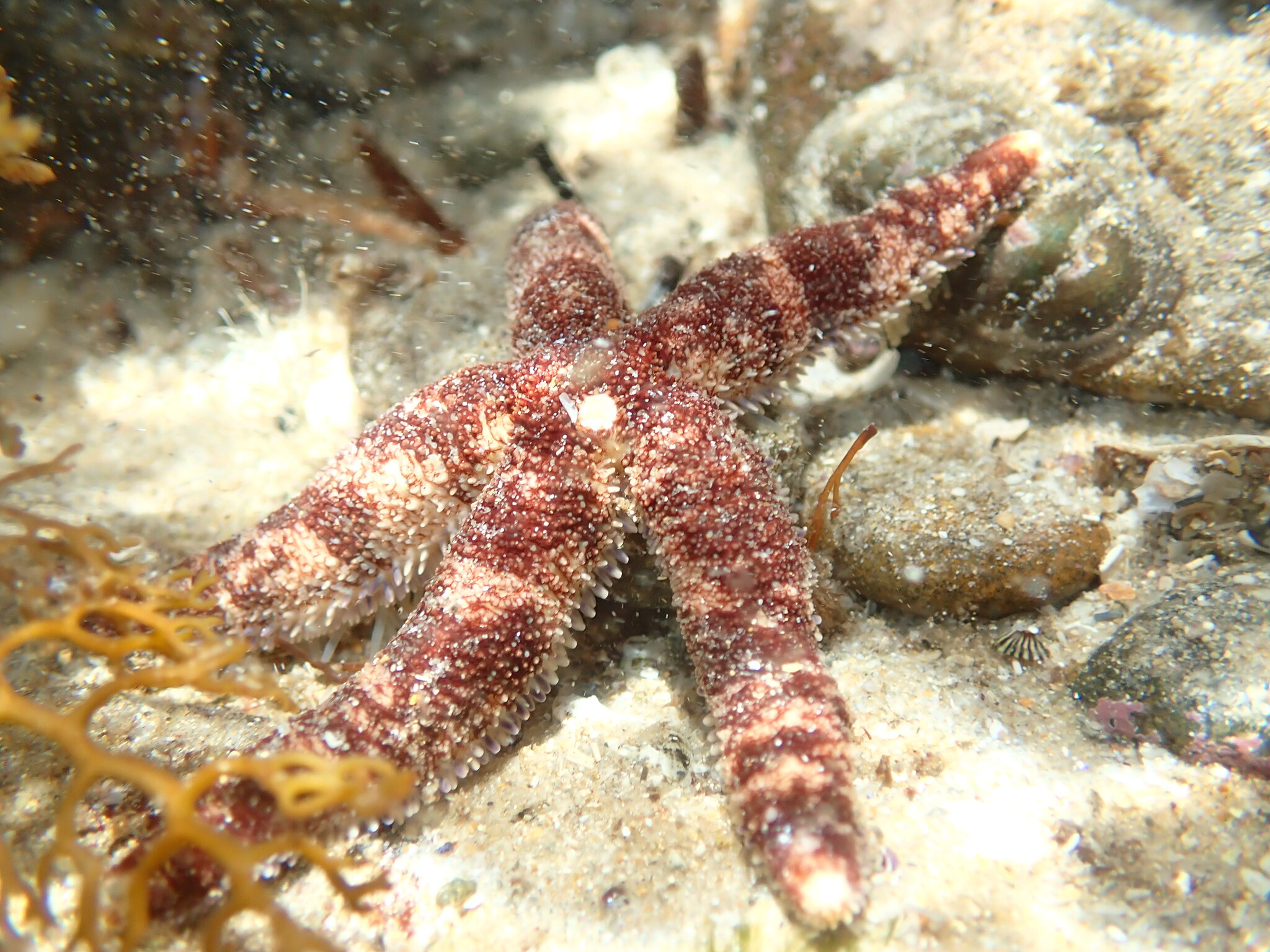
Smilasterias irregularis.
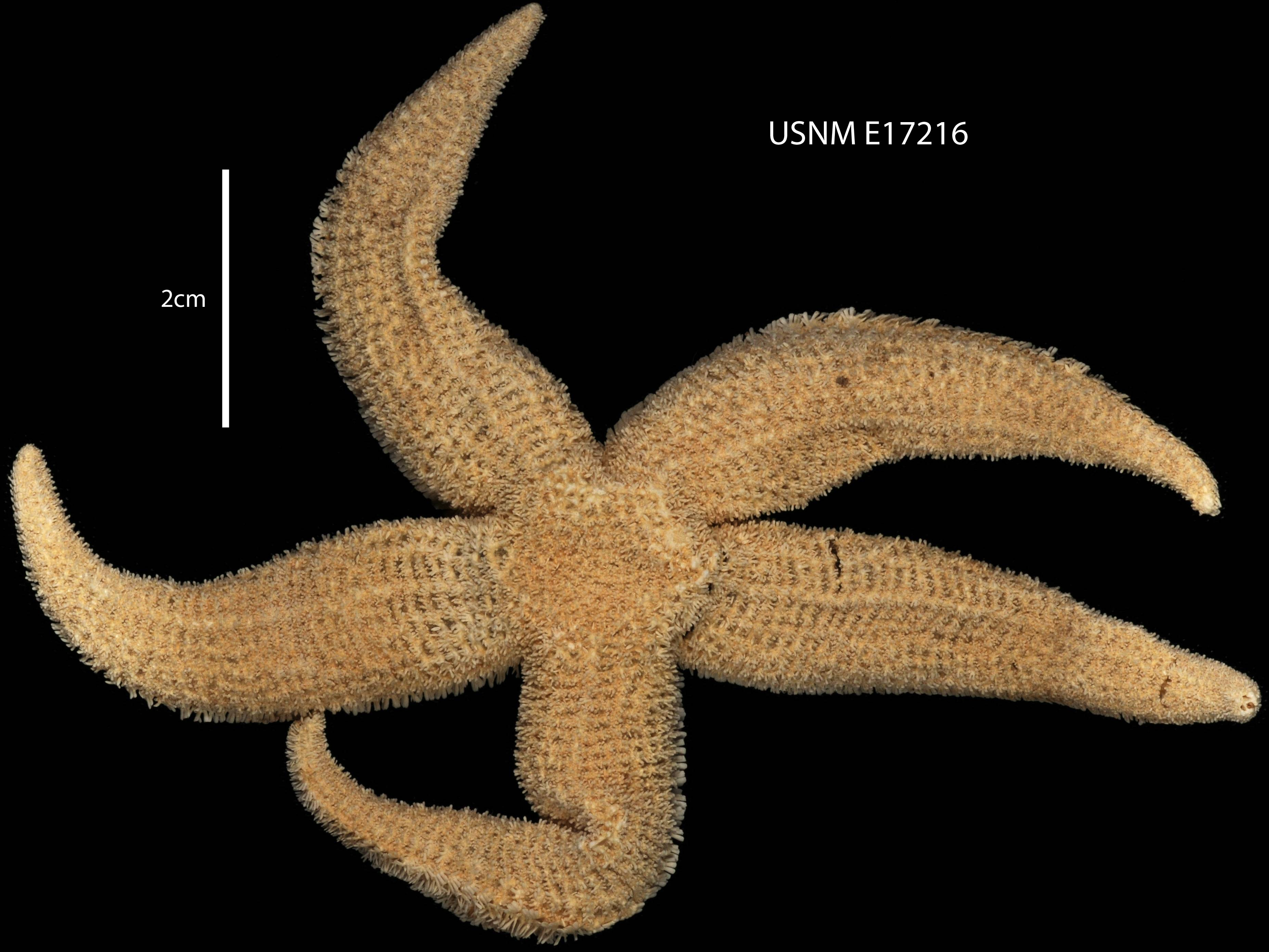
Smilasterias scalprifera.
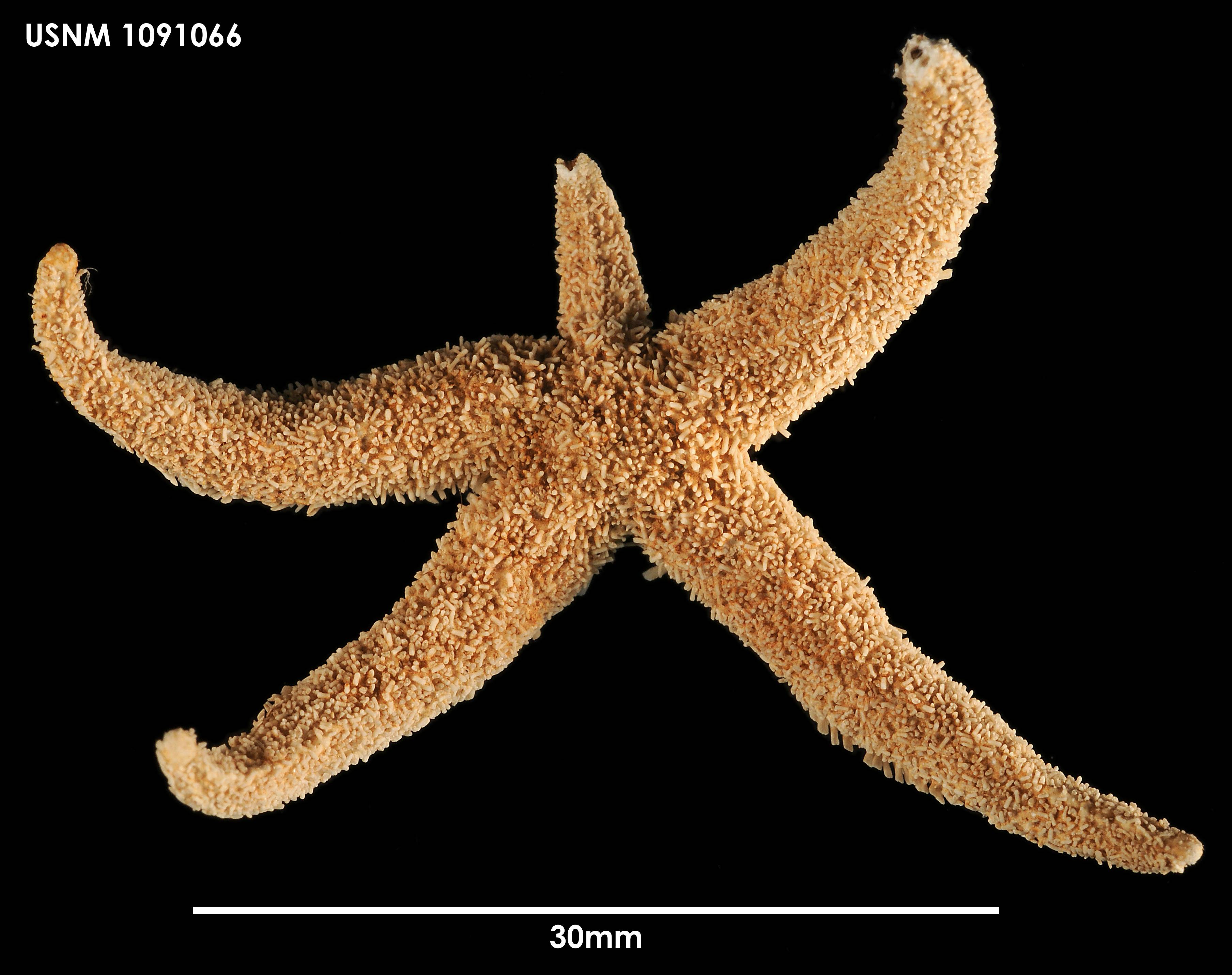
Smilasterias triremis.